# Усадьба Г. М. Самсонова
Усадьба Г. М. Самсонова — выявленный памятник архитектуры в историческом центре Нижнего Новгорода. Усадебный комплекс построен в 1880-е годы. 
В состав комплекса усадьбы входят два строения: полукаменный главный дом и деревянный двухэтажный флигель. Усадьба расположена в границах территории достопримечательного места улицы Большой Покровской, занимает ответственное градостроительное положение в месте излома улицы Грузинской, формируя начало её застройки в районе Почаинского оврага. С востока усадьба граничит с каменным зданием Нижегородской Синагоги.

## История
Грузинский переулок в Нижнем Новгороде начал формироваться в 1770-е годы. Его продолжением был старейший Болотов переулок (от Почаинского оврага до Большой Покровской улицы). Название переулок получил от усадьбы князя Георгия Александровича Грузинского — потомка грузинских царей. В советский период название улицы несколько раз менялось, пока в 1936 году она не была переименована в Грузинскую, с включением в её состав Болотова переулка.
Участок под будущим домовладением Г. М. Смирнова до середины 1880-х годов являлся частью обширной городской усадьбы, простиравшейся вдоль бровки Почаинского оврага от Мышкина (Университетского) до Болотова переулков. Известно, что в 1884 году участок в Болотовом переулке принадлежал крестьянину села Боголюбово Владимирской губернии и уезда Григорию Михайловичу Самсонову. При нём, в период с 1882 по середину 1890-х годов были построены каменно-деревянный главный дом и деревянные двухэтажный флигель, а также сараи и погреб.
К 1915 году усадьба перешла по наследству сыну Самсонова — Ивану Григорьевичу, который владел ей до 1920 года. В советское время в домах размещались квартиры.
В 2021 году флигель усадьбы (№ 3Б), не включённый в список объектов культурного наследия, был снесён в ходе кампании по зачистке исторического центра от старинных зданий к 800-летию города.

## Архитектура
Жилые дома усадьбы — примеры традиционной нижегородской каменно-деревянной городской застройки второй половины XIX — начала XX веков.    
- Главный дом

Деревянный на каменном оштукатуренном этаже главный дом покрыт вальмовой кровлей. Каменный этаж разделён рустованными лопатками на два прясла. Лучковые оконные проёмы заключены в рамочные наличники. Плоскость под окнами в уровне цоколя декорирована прямоугольными горизонтальными нишами. Второй этаж — бревенчатый сруб. Торцы выпуска брёвен и плоскость стены под венчающим карнизом прикрыты досками наподобие лопаток и фриза. Прямоугольные окна оформлены наличниками с прямыми профилированными сандриками, раскрепованными над боковыми досками. Наличники декорированы накладной резьбой с геометрическим орнаментом. Весь облик главного дома отражает взаимодействие профессиональной каменной архитектуры с региональными традициями народного деревянного зодчества.          
- Флигель

Флигель деревянный, обшит тёсом, стоит на кирпичном штукатуренном цоколе. Представляет собой пример типичного небольшого жилого флигеля с поэтажными квартирами и боковой лестничной клеткой. К главному фасаду в три световых оси слева примыкают сени с двухстворчатой дверью под деревянным навесом. Главный фасад заполнен насыщенным резным декором, формы которого уникальны для сохранившейся деревянной застройки Нижнего Новгорода: окна обрамлены наличниками двух типов, увенчанных барочными валютообразными сандриками и декорированными ажурной резьбой различного орнамента: цветами, ветвями папоротника, геометрическими порезками. Во втором этаже они дополнены сетчатым фризом. Пилястры, на углах главного фасада, разделены на филёнки с резными орнаментальными вставками. Верхние части пилястр имитируют классицистические капители ионического ордера. Многослойные карнизы декорированы резными подзорами. Рисунок расстекловки окна лестничной клетки характерен для стиля модерн. В целом, здание демонстрирует смешение нескольких направлений профессиональной стилевой архитектуры с региональными особенностями народного зодчества. 